# اشلي ايفرت
اشلي ايفرت (بالإنجليزية: Ashley Everett) مواليد 19 أبريل 1989 في كاليفورنيا، الولايات المتحدة، هي ممثلة بدأت مسيرتها الفنية عام 2006.

## وصلات خارجية
- الموقع الرسمي
- اشلي ايفرت على موقع IMDb (الإنجليزية)